# Омуралиев, Кенжебек Байжанович
Кенжебек Байжанович Омуралиев  (кирг. Кенжебек Байжанович Өмүралиев р. 30 марта 1967) — киргизский борец вольного стиля, призёр чемпионата мира, чемпион СССР, победитель Летней Спартакиады народов СССР 1991 года, бронзовый призёр Чемпионата СССР, трехкратный чемпион Вооружённых Сил СССР, победитель Спартакиады Дружественных Армий, призер Спартакиады Дружественных Армий, двукратный чемпион Европы среди юниоров, двукратный чемпион СССР среди юниоров, победитель Всесоюзные I юношеские игры, четырнадцати-кратный чемпион Кыргызстана. Признан лучшим борцом Кыргызстана XX века, признавался лучшим главным тренером страны 1998—2004 годах.
Является Мастер спорта СССР Международного класса, Заслуженным мастером спорта Кыргызской Республики,Заслуженным тренером Кыргызской Республики. Имеет звание «Отличник физической культуры и спорта КР». Заслуженный работник физической культуры и спорта Кыргызской Республики.
Награжден Почетной грамотой Президента КР.

## Биография
Родился 30 марта 1967 в Жумгальском районе Киргизской ССР.
Борьбой начал заниматься с 12 лет. После победы на первенстве республики поступил в спортивный интернат.
После окончания интерната, в 1984 году был призван в армию, попал в спортроту Краснознамённого Среднеазиатского военного округа. Службу проходил во Фрунзе.
В 1985 году стал чемпионом СССР среди юниоров в Кировокане. Чемпионом Европы среди юниоров в Болонии (Италия). Победитель I Юношеских игр СССР и Чемпионата СССР среди юношей в Киеве.
В 1986 году он стал победителем первенства СССР среди юниоров. В этом же году завоевал золотую медаль на первенстве Европы среди юниоров в Швеции и победителем чемпионата Вооруженных Сил СССР.
В 1987 году стал победителем чемпионата Вооруженных Сил СССР и Спартакиада Дружественных армии СССР.
В 1988 году стал победителем чемпионата Вооруженных Сил СССР.
В 1989 году стал призёром чемпионата СССР в Махачкале и призёром Чемпионата Вооруженных Сил СССР в Минске.
В 1990 году стал обладателем Кубка СССР.
В 1991 году стал победителем Летней Спартакиады народов СССР 1991 года и чемпионом СССР.
После распада СССР стал выступать за независимый Кыргызстан.
В 1993 году занял 4-е место на чемпионате Мира и Азии.
В 1994 году завоевал бронзовую медаль чемпионата Мира и занял 4-е место на Азиатских играх.
В 1995 году, в предолимпийском соревновательном цикле, за неделю до чемпионата Азии сломал ребро и был вынужден оставить спорт.
После завершения спортивной карьеры работал директором РСДЮШОР по вольной борьбе в 1995—1998 годах.
В 1998—2005 годах был главным тренером национальной сборной Кыргызстана.
После того, как он оставил пост главного тренера сборной КР в 2005 году, стал заниматься частным бизнесом и благотворительностью.
27 мая 2022 года назначен директором  СДЮШОР Октябрьского района г. Бишкек.

## Известные воспитанники
- Улан Надырбек уулу
- Нурдин Домбаев
- Лхамажапов, Жамсо Жалсанович
- Крупняков Алексей Игоревич

## Спортивные результаты
Чемпионаты мира
- — Чемпионат Мира, Стамбул — 1994

Чемпионаты СССР и Спартакиада народов СССР
- — Первенство СССР среди юношей, Фрунзе — 1984
- — Всесоюзные I юношеские игры, Киев — 1985
- — Первенство СССР среди юношей, Киев — 1985
- — Первенство СССР среди юниоров, Кировокан — 1985
- — Первенство СССР среди юниоров, Фрунзе — 1986
- — Чемпионат СССР, Махачкала — 1989
- — Кубок СССР — 1990
- — Чемпионат СССР, Запорожье — 1991
- — Спартакиада народов СССР, Запорожье — 1991

Чемпионат Европы
- — Первенство Европы среди юниоров, Болонья — 1985
- — Первенство Европы среди юниоров, Лидчёпинг — 1986

Чемпионат Вооружённых Сил СССР и Спартакиада Дружественных Армии
- — Чемпионат Вооружённых Сил СССР, Алмата — 1986
- — Спартакиада Дружественных Армии, Улан-батор — 1987
- — Чемпионат Вооружённых Сил СССР, Орджоникидзе[уточнить] — 1987
- — Чемпионат Вооружённых Сил СССР, Орджоникидзе[уточнить] — 1988
- — Спартакиада Дружественных Армии, София — 1989
- — Чемпионат Вооружённых Сил СССР, Минск — 1989

Чемпионат Киргизской ССР и Кыргызской Республики
- — Первенство Киргизской ССР среди юношей, Фрунзе — 1984
- — Первенство Киргизской ССР среди юношей, Фрунзе — 1985
- — Первенство Киргизской ССР среди юниоров, Фрунзе — 1985
- — Чемпионат Киргизской ССР , Фрунзе — 1985
- — Первенство Киргизской ССР среди юниоров, Фрунзе — 1986
- — Чемпионат Киргизской ССР , Фрунзе — 1986
- — Чемпионат Киргизской ССР , Фрунзе — 1987
- — Чемпионат Киргизской ССР , Фрунзе — 1988
- — Чемпионат Киргизской ССР , Фрунзе — 1989
- — Чемпионат Киргизской ССР , Фрунзе — 1990
- — Чемпионат Киргизской ССР , Фрунзе — 1991
- — Чемпионат Кыргызской Республики, Бишкек — 1992
- — Чемпионат Кыргызской Республики, Бишкек — 1993
- — Чемпионат Кыргызской Республики, Бишкек — 1994

Чемпионат Казахской ССР
- — Чемпионат Казахской ССР, Алмата — 1990

Всесоюзные соревнования и Международные турниры
- — Всесоюзный Спартакиада школьников, Ташкент — 1984
- — Всесоюзный турнир в МНР, Улан-батор — 1984
- — Первенство ЦС «Труда», Кировокан — 1985
- — Всесоюзный турнир в МНР, Улан-батор — 1985
- — Международный турнир в КНДР, Пхеньян — 1987
- — Международный турнир Дан Колов, Димитровград — 1987
- — Международный турнир во Франции, Клермон-Ферран — 1987
- — Международный турнир Каба уулу Кожомкул, Фрунзе — 1990
- — Международный турнир Каба уулу Кожомкул, Фрунзе — 1991
- — Международный турнир Каба уулу Кожомкул, Фрунзе — 1992
- — Международный турнир Каба уулу Кожомкул, Фрунзе — 1993
- — Международный турнир Яшара Догу, Стамбул — 1993
- — Международный турнир Каба уулу Кожомкул, Фрунзе — 1994

## Звания и награды
- Признан лучшим борцом XX века Кыргызской Республики;
- Признан лучшим главным тренером Кыргызской Республики 1998—2005 годах;
- Мастер спорта СССР международного класса;
- Заслуженный мастер спорта Кыргызской Республики;
- Заслуженный тренер Кыргызской Республики;
- Заслуженный работник физической культуры и спорта Кыргызской Республики;
- Почетный гражданин г. Бишкек;
- Награжден  Почетной грамотой Президента КР.

### Видео
- Кенжебек Омуралиев лучший борец 20-го века Кыргызстана! Видео на YouTube
- Кенжебек Омуралиев Видео на YouTube
- Спорт сыймыгы Кенжебек Өмүралиев Видео на YouTube